# Madagaster steineri
Madagaster steineri är en skalbaggsart som beskrevs av Perkins 1997. Madagaster steineri ingår i släktet Madagaster och familjen vattenbrynsbaggar. Inga underarter finns listade i Catalogue of Life.